# Anafilassi indotta da esercizio cibo-dipendente
L'anafilassi indotta da esercizio fisico cibo-dipendente (in sigla FDEIA) è una forma rara di allergia alimentare, sottogruppo della anafilassi indotta dall'esercizio fisico (in sigla EIA).
Si manifesta solo con la coincidenza di uno sforzo fisico, anche non pesante, e dell'ingestione di cibo, anche qualche ora prima dell'esercizio fisico. Si tratta quindi di una reazione allergica IgE mediata, dove il solo cibo o il solo esercizio fisico sono invece ben tollerati.

## Epidemiologia
Nonostante il primo caso riportato nel 1979 l'incidenza della FDEIA non è ben determinata vista la difficoltà nel riconoscerla.
Si stima che l'anafilassi indotta da sforzo (EIA) rappresenti da un 5% a un 15% di tutti i casi di anafilassi e che di questi almeno il 50% siano casi di FDEIA. Uno studio su 76 000 scolari giapponesi ha rilevato tredici casi di FDEIA.

## Eziopatogenesi
La degranulazione dei mastociti indotta dagli anticorpi IgE tipica dell'anafilassi, non è evidente nella FDEIA dove la sola ingestione del cibo allergizzante non scatena reazioni allergiche. Varie ipotesi sul concorso di più fattori cercano di spiegare l'eziopatogenesi della FDEIA. Molti cibi diversi sembrano correlati alla FDEIA con una prevalenza di casi riportati associati al grano e ai crostacei. Anche il tipo di esercizio fisico non è determinante, la maggioranza dei casi riportati riguardano il jogging e le camminate. I meccanismi per cui il concorso di fattori diversi caratterizza la FDEIA non sono chiari.
L'esercizio fisico produrrebbe un aumento della permeabilità gastrointestinale, modulata anche dall'assunzione di aspirina o FANS, che alcune ricerche hanno evidenziato come co-fattori esacerbanti la FDEIA. L'alterazione della mucosa intestinale indotta dalle glutenine ad alto peso molecolare o dall'omega-5 gliadina spiegherebbe una relativa prevalenza del grano come allergene scatenante la FDEIA.
L'esercizio fisico agirebbe pure con l'aumento della circolazione sanguigna, l'abbassamento del pH plasmatico, l'aumentata produzione di istamina e di endorfine.
Varie ricerche avrebbero individuato, oltre all'aspirina, altri cofattori: la temperatura ambientale, il ciclo mestruale, la presenza di amalgami dentali.
Nessuna delle ipotesi formulate sui meccanismi causali della FDEIA ha trovato un sostanziale consenso.

## Clinica
La FDEIA si manifesta tipicamente dopo pochi minuti di esercizio, in funzione dell'intensità dell'esercizio e del cibo ingerito e della sua quantità.
Sono stati suggeriti molti altri cofattori statisticamente poco significativi.

### Segni e sintomi
I primi segni normalmente sono prurito e orticaria accompagnati da affaticamento, calore, rossore. In casi più gravi si manifesta: dispnea, angioedema, compromissione delle vie aeree, collasso circolatorio. Possono presentarsi nausea, crampi, diarrea.

### Diagnosi
La diagnosi della FDEIA è particolarmente complessa e si basa principalmente sulla storia clinica. Con alcuni test è possibile confermare la sensitizzazione a specifici allergeni ma non esistono test significativi in quanto l’esposizione ai cofattori dell’anafilassi in genere non è riproducibile in laboratorio.

#### Diagnosi differenziale
La diagnosi differenziale deve considerare: anafilassi idiopatica ed EIA, orticaria colinergica, orticaria da freddo (nei casi di esercizi fisici in ambienti particolarmente freddi), mastocitosi, angioedema ereditario, asma da sforzo.

## Trattamento
La terapia è quella usuale per ogni anafilassi.
Una volta individuato il rischio è consigliata la prevenzione evitando situazioni in cui concorrono i cibi allergenici e l'esercizio fisico.